# Либертадор (аэродром)

«Либертадо́р» или «Эль Либертадо́р» (исп. El Libertador) — военный аэродром в Венесуэле, вблизи города Маракай.
Аэродром используется военно-воздушными силами Венесуэлы.
10 сентября 2008 года два бомбардировщика Ту-160 совершили перелёт с места базирования в Энгельсе на аэродром Либертадор, используя в качестве аэродрома подскока авиабазу Оленья в Мурманской области.
Полёт от места промежуточной посадки в Оленегорске до Венесуэлы занял 13 часов. На борту самолётов не было ядерного оружия, но имелись учебные ракеты, с помощью которых отрабатывалось боевое применение. В Венесуэле самолёты совершили учебно-тренировочные полёты над нейтральными водами в акваториях Атлантического океана и Карибского моря. Оба бомбардировщика вернулись на место базирования 19 сентября 2008 года.